# George Stuart (Marineoffizier)
Lord George Stuart CB (* 1. März 1780; † 19. Februar 1841 in Balls Park, Hertfordshire) war ein britischer Admiral.

## Herkunft
Er entstammte einer alten Nebenlinie der Stuarts, die von dem schottischen König Robert II. abstammte. Er war der siebte Sohn von John Stuart, 4. Earl of Bute und dessen erster Ehefrau Hon. Charlotte Windsor, einer Tochter von Herbert Windsor, 2. Viscount Windsor. Sein Vater wurde 1796 zum Marquess of Bute erhoben, worauf William als jüngerer Sohn eines Marquess das Höflichkeitsprädikat Lord führte. Zwei seiner Brüder gingen ebenfalls zur Marine, nämlich Lieutenant Hon. Charles Stuart, der 1796 beim Untergang der Fregatte HMS Leda ums Leben kam, und Captain Lord William Stuart.

## Leben
Nach dem Besuch des Eton College trat er im November 1793 als Midshipman in die Royal Navy ein. Ab 1795 nahm er an der zweiten Reise des Schoners HMS Providence unter Kapitän William Robert Broughton teil, während der sie auf der Suche nach George Vancouver an die Pazifikküste Nordamerikas und später nach Japan und Macau kamen. Nach dem Verlust des Schiffes vor Miyako-jima kehrte Stuart schließlich 1799 mit 29 weiteren Matrosen an Bord eines Ostindienfahrers nach Großbritannien zurück. Er wurde 1800 zum Lieutenant und 1802 zum Commander befördert. Am 3. März 1804 wurde er Captain und übernahm die 44-Kanonenfregatte HMS Sheerness, die im Indischen Ozean operierte. Am 7. Januar 1805 war er nicht an Bord seines Schiffes, als dieses in einem schweren Sturm vor Trincomalee sank. Als Kommandant der Fregatte HMS Duncan brachte er am 8. April 1806 in der Nordsee ein französisches Kaperschiff auf. 1807 übernahm er als Kapitän die 32-Kanonenfregatte HMS l'Aimable, mit der er ein weiteres französisches Kaperschiff aufbrachte. Im Sommer 1808 eskortierte er mit der l'Aimable Welleslys Armee von Cork nach Portugal. Am 3. Februar 1809 gelang ihm in der Nordsee nach einer 28-stündigen Verfolgung die Enterung der französischen Fregatte Iris. Im Juli 1809 operierte er als Führer einer kleinen Flottille vor der Elbmündung. Ein Landungstrupp zerstörte am 7. Juli französische Küstenbatterien bei Cuxhaven und besetzte kurzzeitig die Stadt. Am 29. Juli besetzte ein erneutes Landungsunternehmen Cuxhaven und stieß bis Geestendorf vor, wodurch sie der Schwarzen Schar des Herzogs Friedrich-Wilhelm von Braunschweig-Oels den Weg zur Einschiffung an der Weser freimachten. Anschließend übernahm Stuarts Flottille am 8. August in der Wesermündung die Truppen des Herzogs, die auf Booten und kleinen Schiffen von Elsfleth und Brake aus vor den sie verfolgenden französischen Truppen geflüchtet waren. Im November 1810 wurde Stuart Kommandant der Fregatte HMS Horatio, mit der er im Dezember 1813 das niederländische Zierikzee besetzte und die französischen Streitkräfte von der Insel Schouwen vertrieb. Während des Britisch-Amerikanischen Kriegs operierte er 1814 mit dem neuen 58-Kanonenschiff Newcastle gegen die Constitution und die anderen überschweren amerikanischen Fregatten, ohne eine von ihnen zum Gefecht stellen zu können. 1815 wurde er als Companion des Order of the Bath ausgezeichnet und diente später als Naval Aide-de-camp von König Wilhelm IV. 1837 wurde er zum Rear Admiral of the blue befördert.

## Familie und Nachkommen
Er heiratete am 7. Oktober 1800 Jane Stewart († 1862), eine Tochter des Generalmajors James Stewart. Das Paar hatte mehrere Kinder, darunter
- Emily Frances Stuart († 1886) ⚭ Hon. Charles Abbott, Sohn von Charles Abbott, 1. Baron Tenterden;
- Elizabeth Jane Stuart (1803–1877) ⚭ John Townshend, 4. Marquess Townshend;
- Henry Stuart (1808–1880) ⚭ Cecilia Hammersley.